# Hành tây
Phần lớn cây thuộc chi Hành (Allium) đều được gọi chung là hành tây hoặc hưng cừ (tiếng Anh là onion). Tuy nhiên, trong thực tế thì nói chung từ hành tây được dùng để chỉ một loài cây có danh pháp hai phần là Allium cepa. Hành tây là một trong năm loại rau cay không được ăn trong Ngũ tân.

## Các giống cây
Hành tây gồm các giống cây trồng: hành đỏ Pháp, hành đỏ.

## Sử dụng
Hành tây là loại rau, khác với hành ta là loại gia vị. Nếu như hành ta có thể dùng cả phần lá và phần củ mà thực ra củ hành ta rất nhỏ thì hành tây chủ yếu dùng củ. Củ hành tây là phần thân hành của cây hành tây. Hành tây có họ hàng với hành tím thường phơi hay sấy khô làm hành khô. Hành tây có nguồn gốc từ Trung Á được truyền qua bên châu Âu rồi tới Việt Nam. Loài này hợp với khí hậu ôn đới.

## Hình ảnh

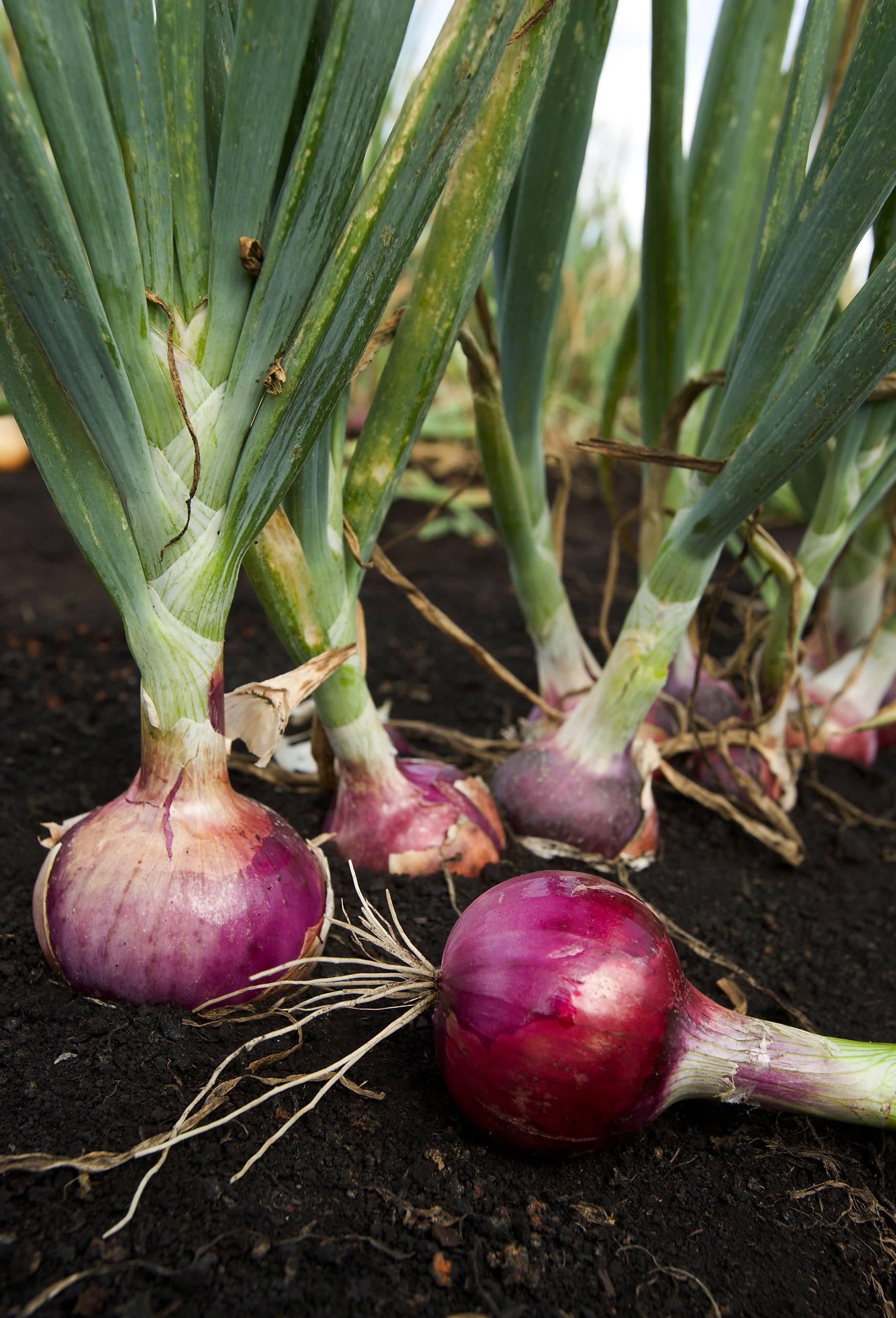
Hành đỏ Pháp hay hành đỏ

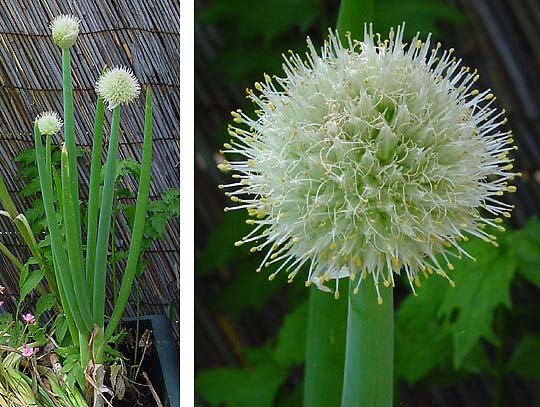
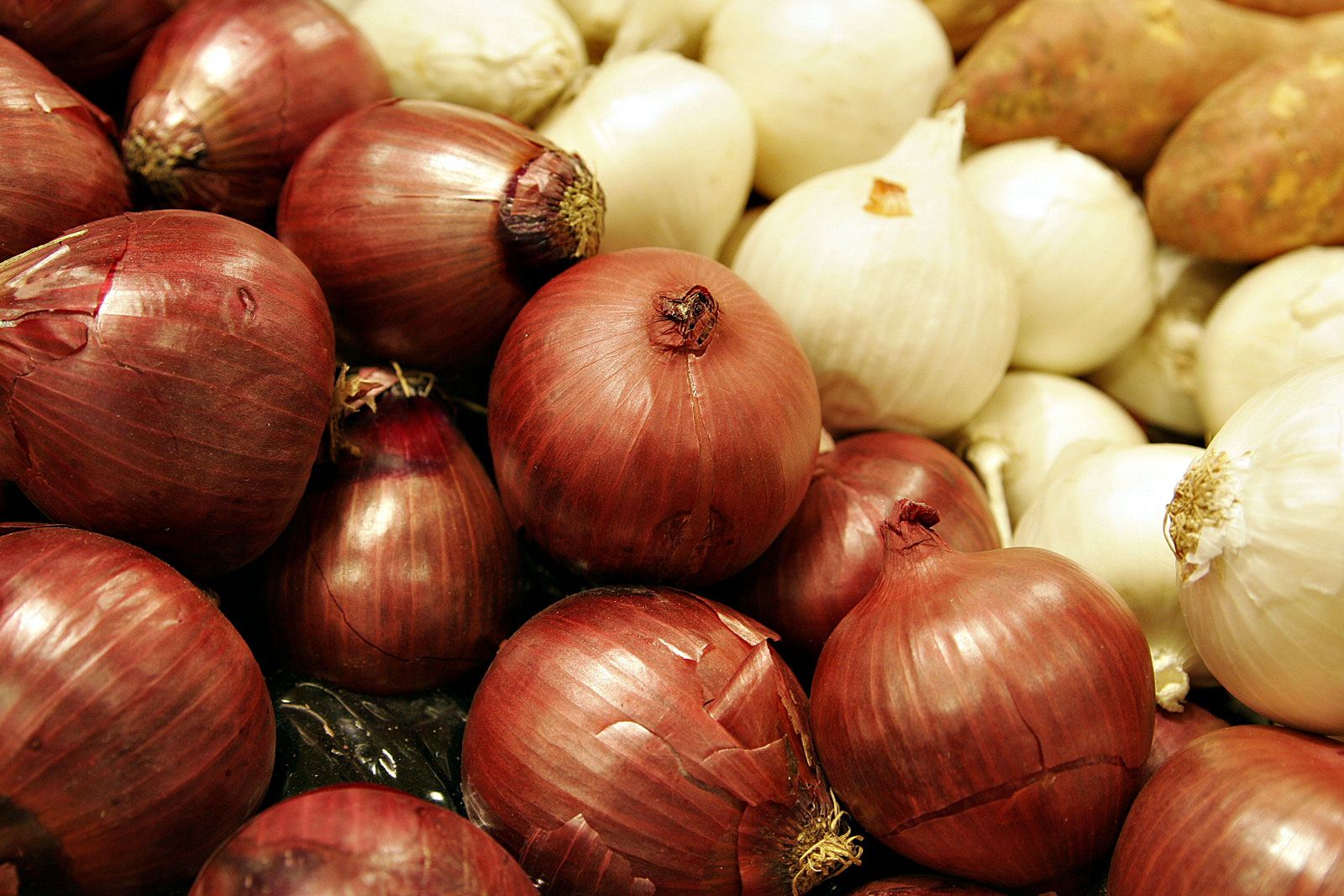
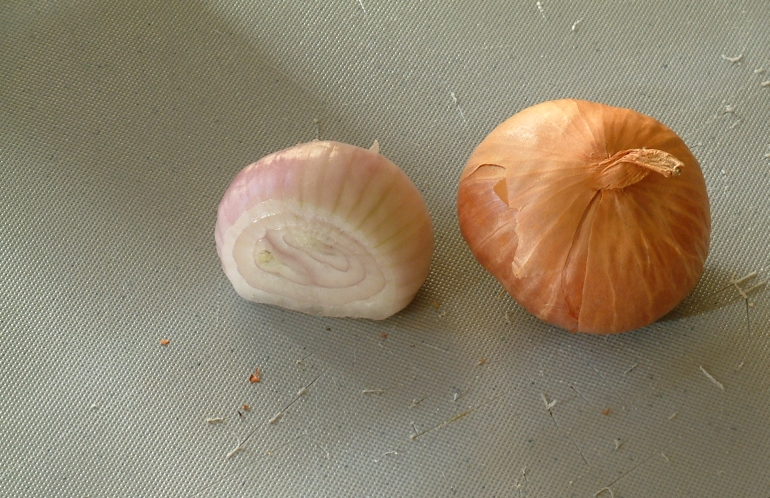
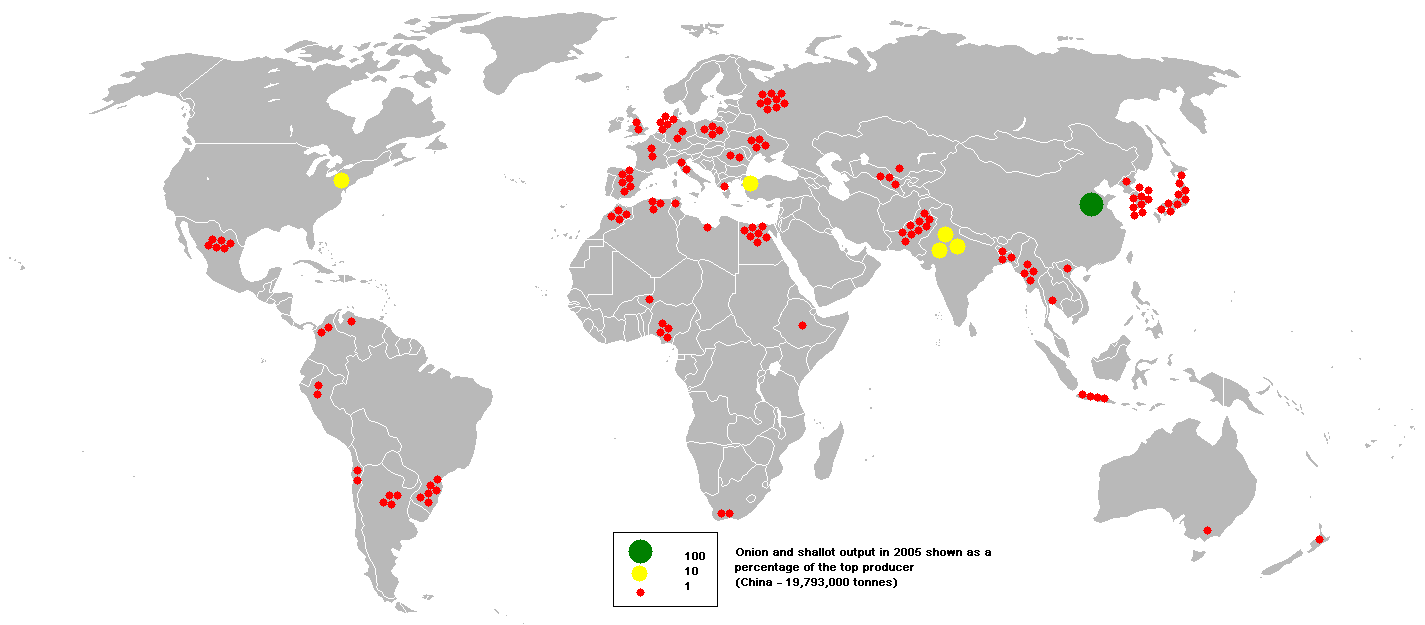

## Dinh dưỡng
Hành tây vừa được xem là một loại gia vị vừa như một loại rau rất giàu Kali, Selen, Vitamin C và Quercetin. Trong củ hành đỏ rất giàu các hợp chất và nhóm lưu huỳnh như DMS, DDS, DTS & DTTS gây mùi cay nồng.

## Tác dụng chữa bệnh

### Kháng khuẩn
Hành có tác dụng tiêu diệt các vi khuẩn lây nhiễm, bao gồm cả vi khuẩn E. coli và Salmonella. Ngoài ra, nó còn có hiệu quả chống lại bệnh lao và nhiễm trùng đường tiểu, chẳng hạn như viêm bàng quang. Vị hăng của hành làm tăng lưu thông máu và sự tiết mồ hôi. Đặc biệt trong thời tiết lạnh, hành có tác dụng tránh nhiễm trùng, giảm sốt và đổ mồ hôi ra cảm lạnh và cúm rất tốt.

### Chống viêm
Nhóm rau allium có chứa những chất chống viêm quan trọng. Lượng lưu huỳnh được tìm thấy trong hành tây giúp cản trở hoạt động của các đại thực bào - là những tế bào bạch cầu đặc hiệu đóng vai trò chính trong hệ miễn dịch, và một trong những hoạt động bảo vệ của nó là có thể gây ra các phản ứng viêm nghiêm trọng.
Chất chống oxy hóa của hành tây giúp ngăn ngừa quá trình oxy hóa axit béo trong cơ thể. Khi cơ thể có ít axit béo bị oxy hóa thì sẽ sản sinh ít các phân tử truyền thông tin gây viêm hơn. Nhờ đó mà mức độ viêm nhiễm trong cơ thể được kiểm soát tốt.

### Lão hóa
Chất Quercetin trong hành tây có tác dụng chống oxy hóa rất mạnh, kết hợp với Selen có nhiều trong hành tây giúp khử các gốc tự do, nguyên nhân gây ra nếp nhăn và sự chai cứng da nên rất tốt cho da, móng và tóc.

### Loãng xương
Nghiên cứu đã chỉ ra rằng hành tây có thể giúp tăng mật độ xương. Nó đặc biệt tốt cho phụ nữ trong độ tuổi mãn kinh thường bị các vấn đề về xương.
	Ngoài ra, có bằng chứng cho thấy những phụ nữ đã qua tuổi mãn kinh có thể giảm nguy cơ gãy xương nhờ ăn hành tây hằng ngày. Trong nghiên cứu này các nhà khoa học lưu ý đối với phụ nữ lớn tuổi ăn hành tây ít như một tháng một lần hoặc ít hơn thì không có tác dụng nhiều mà phải ăn hành tây hàng ngày mới giúp tăng mật độ xương. Không những thế, hàm lượng cao lưu huỳnh trong hành tây có thể cung cấp những lợi ích trực tiếp cho các mô liên kết trong cơ thể.

### Cao huyết áp
Dù bạn ăn sống hoặc nấu chín, hành tây cũng giúp bạn hạ huyết áp một cách tự nhiên. Nó cũng làm loãng máu, hòa tan cục máu đông và lọc máu khỏi các chất béo không lành mạnh. Sắc tố chứa xenton ở vỏ ngoài hành tây có tác dụng điều trị huyết áp.

### Ung thư
Hành được chứng minh làm giảm nguy cơ bị ung thư, ngay cả khi bạn tiêu thụ chỉ một lượng vừa phải. Ung thư đại trực tràng, thanh quản và buồng trứng có thể ngăn chặn nếu bạn ăn hành tây với lượng vừa phải. Do đó hãy cố gắng thêm một củ hành tây vào trong công thức nấu ăn. Đối với khẩu phần cá nhân, nên dùng khoảng nửa củ hành tây.
Phòng chống ung thư ruột kết: Fructo-oligosaccharides trong hành kích thích sự tăng trưởng của vi khuẩn có lợi trong ruột kết và giúp giảm nguy cơ phát triển khối u ở ruột kết.
Nhiều nghiên cứu cho thấy: mỗi tuần ăn hành từ 4- 7 lần (mỗi lần 2- 3 củ) sẽ giúp làm giảm đáng kể nguy cơ ung thư buồng trứng, thực quản, miệng, thanh quản, trực tràng.

### Tiểu đường
Thành phần Chromium trong củ hành đỏ giúp làm giảm nồng độ đường trong máu, giảm mức độ insulin và cải thiện lượng đường glucose hấp thụ vào cơ thể. Người ta ước tính có khoảng 50% dân số Mỹ bị thiếu thành phần Chromium, nhiều hơn bất cứ quốc gia phát triển nào khác, và rất có thể đó là lý do khiến cho đa phần người dân Mỹ bị bệnh tiểu đường và tim mạch.

### Các bệnh khác
- Thiếu máu: Chất sắt có trong hành tây chính là lý do tại sao hành tây được cho là rất tốt trong việc điều trị thiếu máu.
- Máu vón cục (máu đông): làm loãng máu, hòa tan cục máu đông và lọc máu khỏi các chất béo không lành mạnh.
- Táo bón và đầy hơi: Ăn nhiều hành tây sẽ giúp giảm táo bón mãn tính và đầy hơi.
- Lợi tiểu và làm sạch máu: Hành có tác dụng giữ nước để tránh sỏi tiết niệu
- Viêm khớp và bệnh gút.
- Rụng tóc: Một nghiên cứu đã cho thấy việc bôi nước ép hành tây trên da đầu hai lần một tuần trong 2 tháng sẽ làm cho tóc mọc lại. Biện pháp này hiệu quả mà chi phí lại chắc chắn rẻ hơn những loại thuốc mọc tóc khác.
- Hô hấp: Mỗi ngày bạn nên uống 3-4 thìa cà phê hỗn hợp nước ép hành và mật ong để làm tiêu đờm và ngăn chặn sự tạo đờm trong cơ thể. Hỗn hợp này cũng là vị thuốc để chống lại bệnh cảm lạnh thông thường.
- Tình dục: Hành là một chất kích thích tình dục mạnh, chỉ đứng thứ hai sau tỏi.

## Cách chế biến

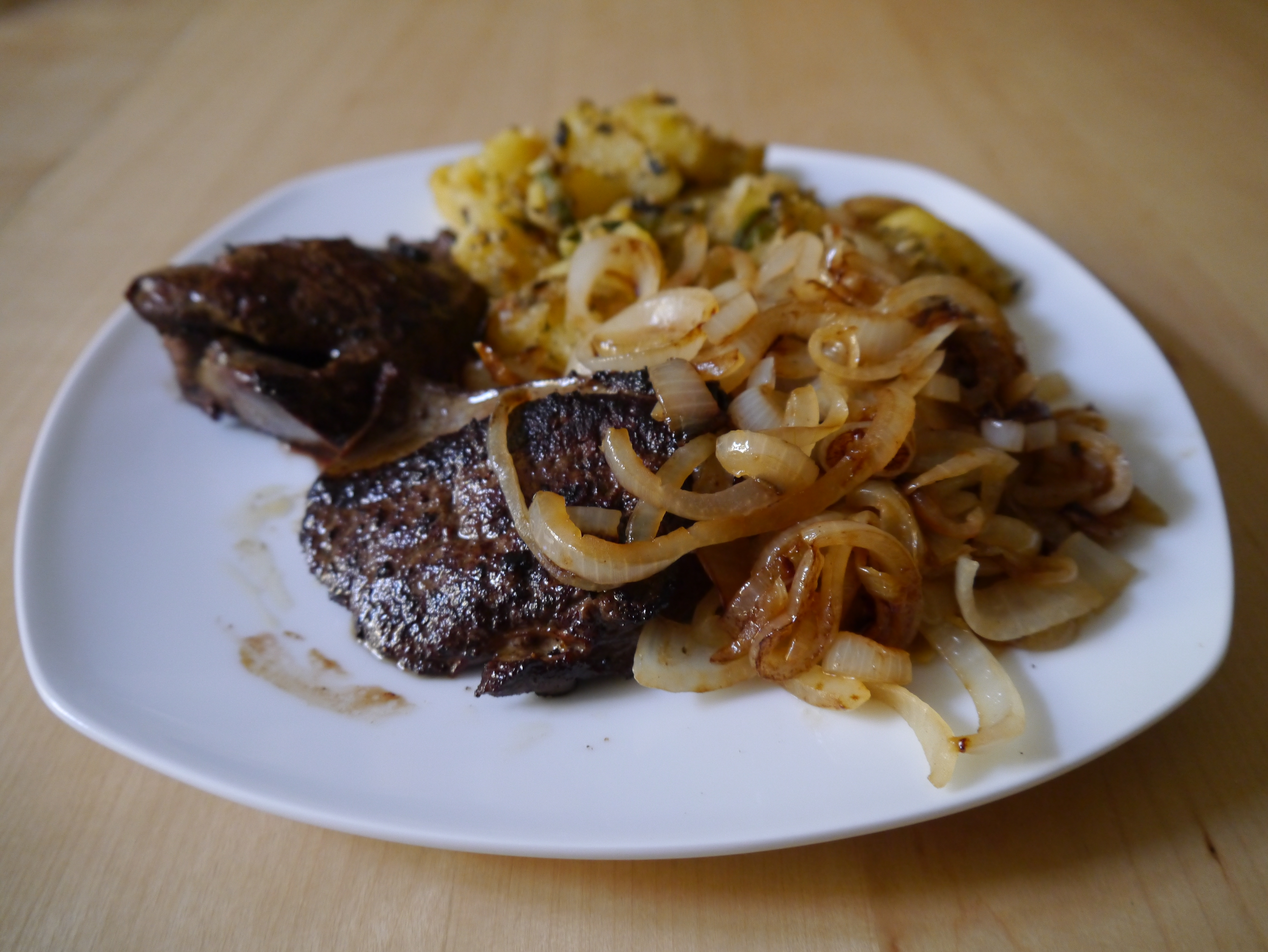
Một món hành tây xào gan

Một điều nên lưu ý đó là thành phần chất chống oxy hóa flavonoids hiện diện nhiều ở các lớp bên ngoài của củ hành. Chính vì thế mà không ít người đã mắc phải sai lầm là đã lột bỏ quá nhiều các lớp vỏ này và vô tình đánh mất đi rất nhiều dưỡng chất quý giá. Chỉ cần lột bỏ đi 2 lớp vỏ hành là bạn cũng đã tự đánh mất hơn 75% thành phần anthocyanins có chứa trong chúng. Lưu ý là nấu với nhiệt độ càng nhỏ thì bạn càng có cơ hội lưu giữ được các dưỡng chất có trong hành.
Một số nghiên cứu đã cho thấy thời gian bảo quản hành đã cắt nhưng chưa nấu và thời gian đun nấu (bao gồm cả hấp) kéo dài 10 phút có thể ảnh hưởng đến lợi ích của hành đối với sức khỏe. Vì những lý do đó, cần chú ý đặc biệt trong việc bảo quản, chế biến và nấu loại rau gia vị này. Để không bị cay mắt khi thái hành, hãy để lạnh hoặc cho nó vào nước khoảng một giờ trước khi làm.
Mặc dù hành tây có nhiều lợi ích sức khỏe, nhưng nó cũng có những nguy cơ tiềm ẩn. Vì vậy chỉ nên dùng ở mức vừa phải.
Khi mua hành tây, chọn những củ có hình dáng rõ ràng, vỏ khô. Không chọn những củ đã nảy mầm hoặc có dấu hiệu thối rữa, héo hoặc vỏ đổi màu. Hành có thể được lưu trữ ở nhiệt độ trong phòng nhưng vẫn nên đặt ở nơi thông gió, tránh xa ánh sáng để tránh mọc mầm. Không để hành cùng với khoai tây vì chúng sẽ hấp thụ độ ẩm và khí ethylene từ khoai tây và thối nhanh hơn.